# James Hume Cook
James Hume Cook (ur. 23 września 1866 w Kihikihi, zm. 8 sierpnia 1942 w Melbourne) – australijski polityk, członek trzeciego gabinetu Alfreda Deakina. 

## Życiorys
Pochodził z Nowej Zelandii, jednak jako piętnastolatek przeniósł się wraz z rodziną do Melbourne. Przed rozpoczęciem kariery politycznej pracował jako pośrednik w handlu nieruchomościami. W 1893 został wybrany do rady City of Brunswick, jednej z ówczesnych dzielnic Melbourne. Trzy lata później został jej burmistrzem. Równocześnie od 1894 zasiadał w Zgromadzeniu Ustawodawczym Wiktorii. 
W 1900 stracił swój mandat w parlamencie kolonii. Kiedy w 1901 powstał Związek Australijski, wziął udział w pierwszych wyborach federalnych i znalazł się w Izbie Reprezentantów, gdzie zasiadł w ławach Partii Protekcjonistycznej. W 1908 był krótko ministrem bez teki w gabinecie premiera Deakina. W 1910 nie zdołał obronić swojego mandatu. Nie udało mu się go odzyskać również w kolejnych wyborach w 1913. 
Pozostał zaangażowany w politykę, ale nigdy więcej nie zasiadał już w parlamencie. W 1932 był członkiem australijskiej delegacji na Konferencję Ekonomiczną Imperium Brytyjskiego w Ottawie. W 1941 został odznaczony Orderem św. Michała i św. Jerzego. Zmarł w 1942 w wieku 75 lat. 